# Air Busan
Air Busan Co., Ltd.,operando como Air Busan (hangul: 에어부산; rr: E-eo Busan) é uma companhia aérea de baixo custo com base em Busan, República da Coreia (Coreia do Sul). É uma subsidiária da Asiana Airlines. Iniciou a sua operação em 2007 como Busan International Airlines Company  (hangul: 부산국제항공; rr: Busan Gukje Hanggong); e começou o serviço em outubro de 2008.

## Frota

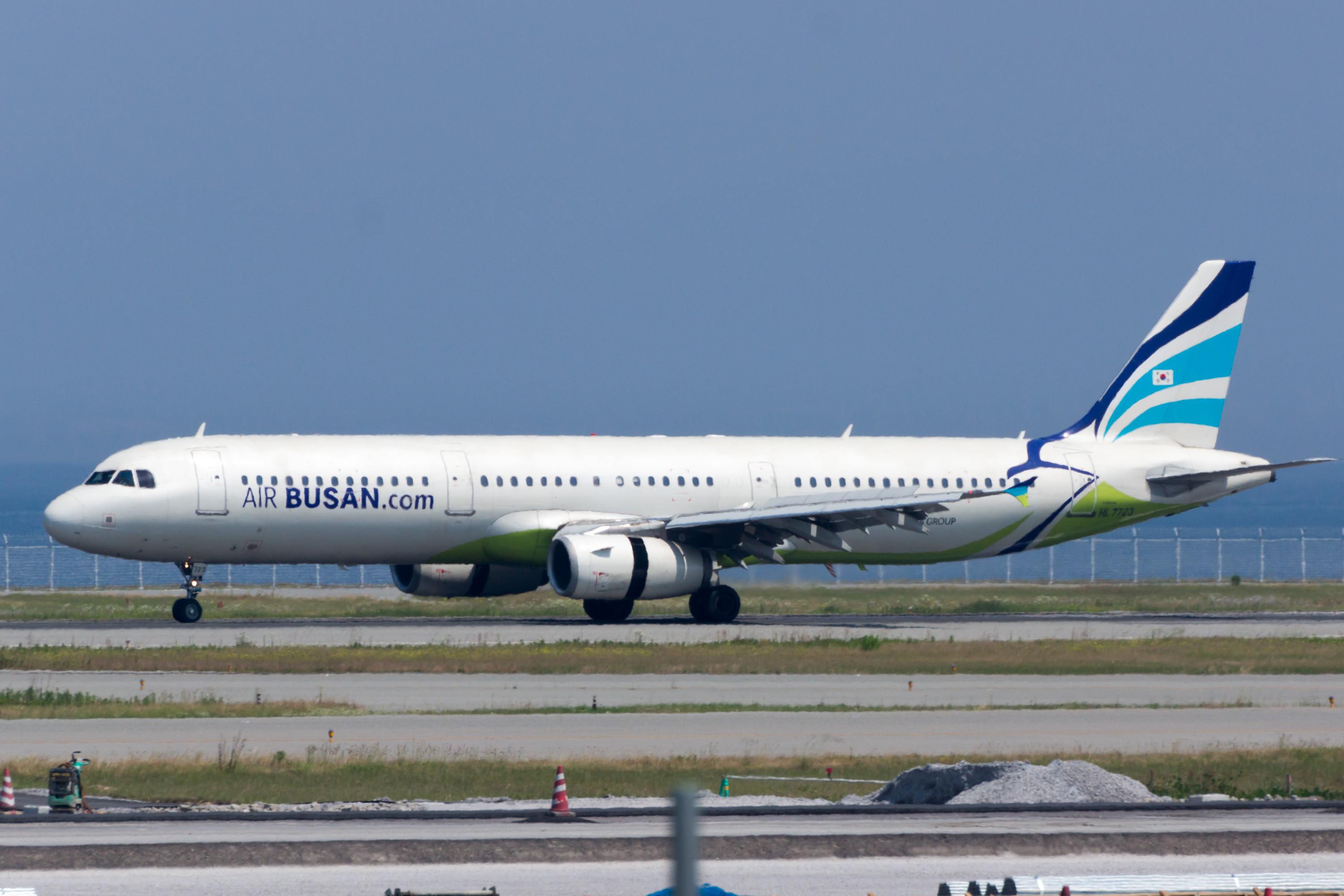
Um Airbus A321 da Air Busan no Aeroporto Internacional de Kansai, Osaka, Japão. (2015)

Em 8 de Janeiro de 2024, a frota da Air Busan consistia nas seguintes aeronaves:
| Avião           | Em serviço | Encomendas | Notas           |    |   |   |
| Avião           | Em serviço | Encomendas | Airbus A320-200 | 6  | 0 | - |
| Airbus A321-200 | 9          | 0          | -               |    |   |   |
| Airbus A321-200 | 9          | 0          | Airbus A321Neo  | 7  | 0 | - |
| Airbus A321-200 | 9          | 0          | Total           | 22 | 0 | - |